# Smolyaninovite
La smolyaninovite è un minerale.